# A New Career in a New Town (1977–1982)
| Совокупная оценка   | Совокупная оценка |
| Источник            | Оценка            |
| ------------------- | ----------------- |
| Metacritic          | 85/100            |
| Оценки критиков     |                   |
| Источник            | Оценка            |
| AllMusic            | [ 2 ]             |
| American Songwriter | [ 3 ]             |
| Rolling Stone       | [ 4 ]             |

A New Career in a New Town (1977–1982) (с англ. — «Новая карьера на новом месте») — бокс-сет британского рок-музыканта Дэвида Боуи, выпущенный в сентябре 2017 года на лейбле Parlophone. Бокс-сет содержит альбомы Боуи выпущенные в период с 1977 по 1982 год, включая его «Берлинскую трилогию», скомпонованные на одиннадцати компакт-дисках или тринадцати пластинках, в зависимости от формата издания. Эксклюзивами бокс-сета является мини-альбом «Heroes», в который вошли версии одноимённой песни записанные на разных языках, новая версия альбома Lodger (1979), перемикшированная продюсером Тони Висконти, а также сборник Re:Call 3, содержащий внеальбомные песни, синглы и би-сайды и полную версию мини-альбома Baal (1982), впервые изданную на компакт-диске. Также издание содержит ремастированные версии альбомов Low, «Heroes», Lodger (в оригинальном миксе), Stage (в оригинальной версии и версии 2017 года) и Scary Monsters (and Super Creeps).
К бокс-сету прилагается эксклюзивная книга с фотографиями Антона Корбейна, Хельмута Ньютона, Эндрю Кента, Стива Шапиро, Даффи и других, связанными с Боуи в тот период людьми, а также воспоминания сопродюсера Тони Висконти и рецензии прессы.

## Критика
Бокс-сет подвергся критике со стороны музыкальных обозревателей и фанатов Боуи, в том числе Генри Роллинза, поскольку перемикшированные Висконти альбомы заметно отличались от оригиналов.
Особое внимание было уделено изменению громкости в песне «“Heroes”». Руководство Parlophone назвало этот шаг преднамеренным и неизбежным из-за повреждений оригинальных мастер-лент. После большого потока критики в сторону бокс-сета, на официальном сайте Боуи появилось заявление, в котором всем желающим предлагалось заменить компакт-диски (а также винил) с альбомом «Heroes»; продолжалось действовало до июня 2018 года. Переделанный ремастер, фигурировавший на заменённых дисках, также был выпущен отдельным тиражом на CD и виниле в начале 2018 года.

### Low(ремастированная версия 2017 года)
Слова и музыка всех песен — написаны Дэвидом Боуи, за исключением отмеченных.
| №                   | Название                          | Автор(ы)                          | Длительность |
| ------------------- | --------------------------------- | --------------------------------- | ------------ |
| 1.                  | «Speed of Life»                   |                                   | 2:47         |
| 2.                  | «Breaking Glass»                  | Боуи, Деннис Дэвис, Джордж Мюррей | 1:52         |
| 3.                  | «What in the World»               |                                   | 2:24         |
| 4.                  | «Sound and Vision»                |                                   | 3:03         |
| 5.                  | «Always Crashing in the Same Car» |                                   | 3:35         |
| 6.                  | «Be My Wife»                      |                                   | 2:56         |
| 7.                  | «A New Career in a New Town»      |                                   | 2:55         |
| Общая длительность: | Общая длительность:               | Общая длительность:               | 19:32        |

| №                   | Название            | Автор(ы)            | Длительность  |
| ------------------- | ------------------- | ------------------- | ------------- |
| 8.                  | «Warszawa»          | Боуи, Брайан Ино    | 6:27          |
| 9.                  | «Art Decade»        |                     | 3:48          |
| 10.                 | «Weeping Wall»      |                     | 3:29          |
| 11.                 | «Subterraneans»     |                     | 5:43          |
| Общая длительность: | Общая длительность: | Общая длительность: | 19:27 (38:59) |

### «Heroes»(ремастированная версия 2017 года)
| №                   | Название                 | Автор(ы)            | Длительность |
| ------------------- | ------------------------ | ------------------- | ------------ |
| 1.                  | «Beauty and the Beast»   |                     | 3:36         |
| 2.                  | «Joe the Lion»           |                     | 3:08         |
| 3.                  | ««“Heroes”»»             | Bowie, Eno          | 6:11         |
| 4.                  | «Sons of the Silent Age» |                     | 3:20         |
| 5.                  | «Blackout»               |                     | 3:49         |
| Общая длительность: | Общая длительность:      | Общая длительность: | 20:04        |

| №                   | Название                    | Автор(ы)                 | Длительность  |
| ------------------- | --------------------------- | ------------------------ | ------------- |
| 6.                  | «V-2 Schneider»             |                          | 3:11          |
| 7.                  | «Sense of Doubt»            |                          | 3:59          |
| 8.                  | «Moss Garden»               | Боуи, Ино                | 5:05          |
| 9.                  | «Neuköln»                   | Боуи, Ино                | 4:34          |
| 10.                 | «The Secret Life of Arabia» | Боуи, Ино, Карлос Аломар | 3:46          |
| Общая длительность: | Общая длительность:         | Общая длительность:      | 20:35 (40:39) |

### «Heroes»EP
| №                   | Название                                                       | Автор(ы)            | Длительность |
| ------------------- | -------------------------------------------------------------- | ------------------- | ------------ |
| 1.                  | «„Heroes“» / «„Helden“» (английская/немецкая альбомная версия) | Боуи, Ино           | 6:07         |
| 2.                  | «„Helden“» (немецкая сингловая версия)                         | Боуи, Ино           | 3:38         |
| Общая длительность: | Общая длительность:                                            | Общая длительность: | 9:45         |

| №                   | Название                                                         | Автор(ы)            | Длительность |
| ------------------- | ---------------------------------------------------------------- | ------------------- | ------------ |
| 3.                  | «„Heroes“» / «„Héros“» (английская/французская альбомная версия) | Боуи, Ино           | 6:05         |
| 4.                  | «„Héros“» (французская сингловая версия)                         | Боуи, Ино           | 3:33         |
| Общая длительность: | Общая длительность:                                              | Общая длительность: | 9:38 (19:23) |

### Stage(оригинальная версия) (ремастированная версия 2017 года)
| №                   | Название              | Длительность |
| ------------------- | --------------------- | ------------ |
| 1.                  | «Hang On to Yourself» | 3:25         |
| 2.                  | «Ziggy Stardust»      | 3:33         |
| 3.                  | «Five Years»          | 3:57         |
| 4.                  | «Soul Love»           | 2:56         |
| 5.                  | «Star»                | 2:34         |
| Общая длительность: | Общая длительность:   | 16:25        |

| №                   | Название             | Автор(ы)                  | Длительность |
| ------------------- | -------------------- | ------------------------- | ------------ |
| 6.                  | «Station to Station» |                           | 8:51         |
| 7.                  | «Fame»               | Боуи, Аломар, Джон Леннон | 4:08         |
| 8.                  | «TVC 15»             |                           | 4:38         |
| Общая длительность: | Общая длительность:  | Общая длительность:       | 17:37        |

| №                   | Название            | Автор(ы)                          | Длительность |
| ------------------- | ------------------- | --------------------------------- | ------------ |
| 9.                  | «Warszawa»          | Боуи, Ино                         | 6:53         |
| 10.                 | «Speed of Life»     |                                   | 2:44         |
| 11.                 | «Art Decade»        |                                   | 3:10         |
| 12.                 | «Sense of Doubt»    |                                   | 3:12         |
| 13.                 | «Breaking Glass»    | Боуи, Деннис Дэвис, Джордж Мюррей | 3:30         |
| Общая длительность: | Общая длительность: | Общая длительность:               | 19:29        |

| №                   | Название               | Автор(ы)            | Длительность  |
| ------------------- | ---------------------- | ------------------- | ------------- |
| 14.                 | «„Heroes“»             | Боуи, Ино           | 6:20          |
| 15.                 | «What in the World»    |                     | 4:25          |
| 16.                 | «Blackout»             |                     | 4:03          |
| 17.                 | «Beauty and the Beast» |                     | 5:11          |
| Общая длительность: | Общая длительность:    | Общая длительность: | 19:59 (73:30) |

### Stage(перемикшированная версия 2017 года)
| №                   | Название            | Автор(ы)            | Длительность |
| ------------------- | ------------------- | ------------------- | ------------ |
| 1.                  | «Warszawa»          | Боуи, Ино           | 6:53         |
| 2.                  | «„Heroes“»          | Боуи, Ино           | 6:19         |
| 3.                  | «What in the World» |                     | 4:25         |
| Общая длительность: | Общая длительность: | Общая длительность: | 17:37        |

| №                   | Название                               | Длительность |
| ------------------- | -------------------------------------- | ------------ |
| 4.                  | «Be My Wife»                           | 2:49         |
| 5.                  | «The Jean Genie» (ранее не издавалась) | 6:17         |
| 6.                  | «Blackout»                             | 4:00         |
| 7.                  | «Sense of Doubt»                       | 3:07         |
| Общая длительность: | Общая длительность:                    | 16:13        |

| №                   | Название               | Автор(ы)             | Длительность |
| ------------------- | ---------------------- | -------------------- | ------------ |
| 8.                  | «Speed of Life»        |                      | 2:40         |
| 9.                  | «Breaking Glass»       | Боуи, Дэвис, Мюррей  | 3:22         |
| 10.                 | «Beauty and the Beast» |                      | 5:06         |
| 11.                 | «Fame»                 | Боуи, Аломар, Леннон | 4:13         |
| Общая длительность: | Общая длительность:    | Общая длительность:  | 15:21        |

| №                   | Название                                 | Длительность |
| ------------------- | ---------------------------------------- | ------------ |
| 12.                 | «Five Years»                             | 3:57         |
| 13.                 | «Soul Love»                              | 2:56         |
| 14.                 | «Star»                                   | 2:28         |
| 15.                 | «Hang On to Yourself»                    | 3:22         |
| 16.                 | «Ziggy Stardust»                         | 3:30         |
| 17.                 | «Suffragette City» (ранее не издавалась) | 3:58         |
| Общая длительность: | Общая длительность:                      | 17:43        |

| №                   | Название             | Автор(ы)                   | Длительность |
| ------------------- | -------------------- | -------------------------- | ------------ |
| 18.                 | «Art Decade»         |                            | 3:01         |
| 19.                 | «Alabama Song»       | Бертольт Брехт, Курт Вайль | 3:55         |
| 20.                 | «Station to Station» |                            | 8:43         |
| Общая длительность: | Общая длительность:  | Общая длительность:        | 15:39        |

| №                   | Название            | Длительность  |
| ------------------- | ------------------- | ------------- |
| 21.                 | «Stay»              | 7:21          |
| 22.                 | «TVC 15»            | 4:36          |
| Общая длительность: | Общая длительность: | 11:57 (94:30) |

### Lodger(ремастированная версия 2017 года)
| №                   | Название                                                     | Автор(ы)            | Длительность |
| ------------------- | ------------------------------------------------------------ | ------------------- | ------------ |
| 1.                  | «Fantastic Voyage»                                           | Боуи, Ино           | 2:55         |
| 2.                  | «African Night Flight»                                       | Боуи, Ино           | 2:56         |
| 3.                  | «Move On»                                                    |                     | 3:20         |
| 4.                  | «Yassassin» (в Турции название было заменено на «Long Live») |                     | 4:13         |
| 5.                  | «Red Sails»                                                  | Боуи, Ино           | 3:45         |
| Общая длительность: | Общая длительность:                                          | Общая длительность: | 17:09        |

| №                   | Название             | Автор(ы)            | Длительность  |
| ------------------- | -------------------- | ------------------- | ------------- |
| 6.                  | «DJ»                 | Боуи, Ино, Аломар   | 4:01          |
| 7.                  | «Look Back in Anger» | Боуи, Ино           | 3:08          |
| 8.                  | «Boys Keep Swinging» | Боуи, Ино           | 3:18          |
| 9.                  | «Repetition»         |                     | 3:00          |
| 10.                 | «Red Money»          | Боуи, Аломар        | 4:19          |
| Общая длительность: | Общая длительность:  | Общая длительность: | 17:46 (34:55) |

### Lodger(перемикшированная Тони Висконти версия 2017 года)
| №                   | Название                                                     | Автор(ы)            | Длительность |
| ------------------- | ------------------------------------------------------------ | ------------------- | ------------ |
| 1.                  | «Fantastic Voyage»                                           | Боуи, Ино           | 2:53         |
| 2.                  | «African Night Flight»                                       | Боуи, Ино           | 2:56         |
| 3.                  | «Move On»                                                    |                     | 3:24         |
| 4.                  | «Yassassin» (в Турции название было заменено на «Long Live») |                     | 4:13         |
| 5.                  | «Red Sails»                                                  | Боуи, Ино           | 3:46         |
| Общая длительность: | Общая длительность:                                          | Общая длительность: | 17:12        |

| №                   | Название             | Автор(ы)            | Длительность  |
| ------------------- | -------------------- | ------------------- | ------------- |
| 6.                  | «DJ»                 | Боуи, Ино, Аломар   | 3:59          |
| 7.                  | «Look Back in Anger» | Боуи, Ино           | 3:09          |
| 8.                  | «Boys Keep Swinging» | Боуи, Ино           | 3:22          |
| 9.                  | «Repetition»         |                     | 3:01          |
| 10.                 | «Red Money»          | Боуи, Аломар        | 4:18          |
| Общая длительность: | Общая длительность:  | Общая длительность: | 17:49 (35:01) |

### Scary Monsters (And Super Creeps)(ремастированная версия 2017 года)
| №                   | Название                            | Длительность |
| ------------------- | ----------------------------------- | ------------ |
| 1.                  | «It’s No Game (No. 1)»              | 4:17         |
| 2.                  | «Up the Hill Backwards»             | 3:15         |
| 3.                  | «Scary Monsters (And Super Creeps)» | 5:13         |
| 4.                  | «Ashes to Ashes»                    | 4:26         |
| 5.                  | «Fashion»                           | 4:50         |
| Общая длительность: | Общая длительность:                 | 22:01        |

| №                   | Название               | Автор(ы)            | Длительность  |
| ------------------- | ---------------------- | ------------------- | ------------- |
| 6.                  | «Teenage Wildlife»     |                     | 6:58          |
| 7.                  | «Scream Like a Baby»   |                     | 3:36          |
| 8.                  | «Kingdom Come»         | Tom Verlaine        | 3:47          |
| 9.                  | «Because You're Young» |                     | 4:55          |
| 10.                 | «It’s No Game (No. 2)» |                     | 4:26          |
| Общая длительность: | Общая длительность:    | Общая длительность: | 23:42 (45:43) |

### Re:Call 3(ремастированные треки)
| №                   | Название                                      | Автор(ы)            | Длительность |
| ------------------- | --------------------------------------------- | ------------------- | ------------ |
| 1.                  | «„Heroes“» (сингл-версия)                     | Боуи, Ино           | 3:35         |
| 2.                  | «Beauty and the Beast» (расширенная версия)   |                     | 5:20         |
| 3.                  | «Breaking Glass» (австралийская сингл-версия) | Боуи, Дэвис, Мюррей | 2:51         |
| 4.                  | «Yassassin» (сингл-версия)                    |                     | 3:07         |
| 5.                  | «DJ» (сингл-версия)                           | Боуи, Ино, Аломар   | 3:25         |
| Общая длительность: | Общая длительность:                           | Общая длительность: | 18:18        |

| №                   | Название                                           | Автор(ы)            | Длительность |
| ------------------- | -------------------------------------------------- | ------------------- | ------------ |
| 6.                  | «Alabama Song»                                     | Брехт, Вайль        | 3:53         |
| 7.                  | «Space Oddity» (версия 1979 года)                  |                     | 4:52         |
| 8.                  | «Ashes to Ashes» (сингл-версия)                    |                     | 3:37         |
| 9.                  | «Fashion» (сингл-версия)                           |                     | 3:24         |
| 10.                 | «Scary Monsters (And Super Creeps)» (сингл-версия) |                     | 3:35         |
| Общая длительность: | Общая длительность:                                | Общая длительность: | 19:21        |

| №                   | Название                                                              | Автор(ы)                                                                                       | Длительность |
| ------------------- | --------------------------------------------------------------------- | ---------------------------------------------------------------------------------------------- | ------------ |
| 11.                 | «Crystal Japan»                                                       |                                                                                                | 3:09         |
| 12.                 | «Under Pressure» (сингл-версия (дуэт группы Queen и Дэвида Боуи))     | Боуи, Джон Дикон, Брайан Мэй, Фредди Меркьюри, Роджер Тейлор                                   | 4:08         |
| 13.                 | «Cat People (Putting Out Fire)» (версия из саундтрека)                | Боуи, ДЖорджо Мородер                                                                          | 6:41         |
| 14.                 | «Peace on Earth/Little Drummer Boy» (дуэт Дэвида Боуи и Бинга Кросби) | Иэн Фрейзер, Ларри Гроссман, Алан Кохан / Гарри Симеоне, Кэтрин Кенникотт Дэвис, Генри Онорати | 4:26         |
| Общая длительность: | Общая длительность:                                                   | Общая длительность:                                                                            | 18:24        |

| №                   | Название                    | Автор(ы)                                             | Длительность  |
| ------------------- | --------------------------- | ---------------------------------------------------- | ------------- |
| 15.                 | «Baal’s Hymn»               | Брехт, Доминик Малдауни                              | 4:04          |
| 16.                 | «Remembering Marie A»       | народная песня; была адаптирована Брехтом и Малдауни | 2:09          |
| 17.                 | «Ballad of the Adventurers» | Брехт, Малдауни                                      | 2:02          |
| 18.                 | «The Drowned Girl»          | Брехт, Вайль                                         | 2:31          |
| 19.                 | «The Dirty Song»            | Брехт, Малдауни                                      | 0:39          |
| Общая длительность: | Общая длительность:         | Общая длительность:                                  | 11:25 (67:28) |

| №                   | Название                                                         | Автор(ы)                                                                                       | Длительность |
| ------------------- | ---------------------------------------------------------------- | ---------------------------------------------------------------------------------------------- | ------------ |
| 1.                  | «„Heroes“» (сингл-версия)                                        | Боуи, Ино                                                                                      | 3:35         |
| 2.                  | «Beauty and the Beast»                                           |                                                                                                | 5:20         |
| 3.                  | «Breaking Glass» (Австралийская сингловая версия)                | Боуи, Дэвис, Мюррей                                                                            | 2:51         |
| 4.                  | «Yassassin» (сингл-версия)                                       |                                                                                                | 3:07         |
| 5.                  | «DJ» (сингл-версия)                                              | Боуи, Ино                                                                                      | 3:25         |
| 6.                  | «Alabama Song»                                                   | Брехт, Вайл                                                                                    | 3:53         |
| 7.                  | «Space Oddity» (версия 1979 года)                                |                                                                                                | 4:52         |
| 8.                  | «Ashes to Ashes» (сингл-версия)                                  |                                                                                                | 3:37         |
| 9.                  | «Fashion» (Сингловая версия)                                     |                                                                                                | 3:24         |
| 10.                 | «Scary Monsters (And Super Creeps)» (сингл-версия)               |                                                                                                | 3:35         |
| 11.                 | «Crystal Japan»                                                  |                                                                                                | 3:09         |
| 12.                 | «Under Pressure» (сингл-версия (дуэт группы Queen и Дэвида Боуи) | Боуи, Джон Дикон, Брайан Мэй, Фредди Меркьюри, Роджер Тейлор                                   | 4:08         |
| 13.                 | «Baal's Hymn»                                                    | Брехт, Малдауни                                                                                | 4:04         |
| 14.                 | «Remembering Marie A»                                            | народная песня; была адаптирована Брехтом и Малдауни                                           | 2:09         |
| 15.                 | «Ballad of the Adventurers»                                      | Брехт, Малдауни                                                                                | 2:02         |
| 16.                 | «The Drowned Girl»                                               | Брехт, Вайль                                                                                   | 2:31         |
| 17.                 | «The Dirty Song»                                                 | Брехт, Малдауни                                                                                | 0:39         |
| 18.                 | «Cat People (Putting Out Fire)» (версия из саундтрека)           | Боуи, Мородер                                                                                  | 6:41         |
| 19.                 | «Peace on Earth/Little Drummer Boy» (Дуэт Боуи и Бинга Кросби)   | Иэн Фрейзер, Ларри Гроссман, Алан Кохан / Гарри Симеоне, Кэтрин Кенникотт Дэвис, Генри Онорати | 4:26         |
| Общая длительность: | Общая длительность:                                              | Общая длительность:                                                                            | 67:28        |

## Чарты
| Чарт (2017)                            | Высшая позиция |
| -------------------------------------- | -------------- |
| Австрия (Ö3 Austria)                   | 59             |
| Бельгия/Фландрия (Ultratop)            | 41             |
| Бельгия/Валлония (Ultratop)            | 61             |
| Нидерланды (Album Top 100)             | 76             |
| Франция (SNEP)                         | 62             |
| Германия (Offizielle Top 100)          | 24             |
| Ирландия (IRMA)                        | 59             |
| Италия (Classifica album)              | 92             |
| New Zealand Heatseekers Albums (RMNZ)  | 8              |
| Шотландия (Scottish Albums Chart)      | 18             |
| Швеция (Sverigetopplistan)             | 41             |
| Великобритания (UK Albums Chart)       | 19             |
| США (Billboard 200)                    | 151            |
| США (Billboard Top Alternative Albums) | 16             |
| США (Billboard Top Rock Albums)        | 25             |